# Primeira Divisão 1970-71
La Primeira Divisão 1970/71 fue la 37.ª edición de la máxima categoría de fútbol en Portugal. Benfica ganó su 18° título. El goleador fue Artur Jorge del Benfica con 23 goles.

## Tabla de posiciones
| Pos | Equipo               | PJ | PG | PE | PP | GF | GC | Pts |                               |
| --- | -------------------- | -- | -- | -- | -- | -- | -- | --- | ----------------------------- |
| 1   | Benfica              | 26 | 18 | 5  | 3  | 62 | 17 | 41  | Copa de Campeones de Europa   |
| 2   | Sporting de Portugal | 26 | 16 | 6  | 4  | 45 | 14 | 38  | Recopa de Europa              |
| 3   | Porto                | 26 | 16 | 5  | 5  | 44 | 21 | 37  | Copa UEFA                     |
| 4   | Vitória de Setúbal   | 26 | 15 | 4  | 7  | 51 | 16 | 34  | Copa UEFA                     |
| 5   | Académica de Coimbra | 26 | 13 | 7  | 6  | 38 | 24 | 33  | Copa UEFA                     |
| 6   | Boavista             | 26 | 9  | 4  | 13 | 18 | 38 | 22  |                               |
| 7   | Belenenses           | 26 | 7  | 8  | 11 | 20 | 27 | 22  |                               |
| 8   | GD CUF               | 26 | 8  | 5  | 13 | 28 | 37 | 21  |                               |
| 9   | Tirsense             | 26 | 6  | 8  | 12 | 24 | 45 | 20  |                               |
| 10  | Barreirense          | 26 | 5  | 10 | 11 | 21 | 31 | 20  |                               |
| 11  | Farense              | 26 | 7  | 6  | 13 | 15 | 33 | 20  |                               |
| 12  | Vitória de Guimarães | 26 | 4  | 11 | 11 | 15 | 27 | 19  |                               |
| 13  | Leixões              | 26 | 7  | 5  | 14 | 22 | 44 | 19  |                               |
| 14  | Varzim               | 26 | 7  | 4  | 15 | 23 | 52 | 18  | Descenso a la Segunda Divisão |

|                               |
| Campeón SL Benfica 18° título |